# Timothy Meyers
Pour les articles homonymes, voir Meyers.
Timothy Meyers est un comédien, un metteur en scène et un dramaturge américain, né le 31 août 1945 et mort le 14 mars 1989.

## Biographie
Il fut nommé pour un prix Tony grâce à sa performance dans la production originale de la comédie musicale Grease et il se produit fréquemment dans plusieurs théâtres régionaux, en particulier au Studio Arena Theater (en) de Buffalo.
Auteur de pièces, metteur en scène respecté, il enseigna l'art dramatique à l'université de Pittsburgh. On le voit aussi au cinéma dans des films comme Les Pirates du métro et I the Jury.